# 鳴尾球場

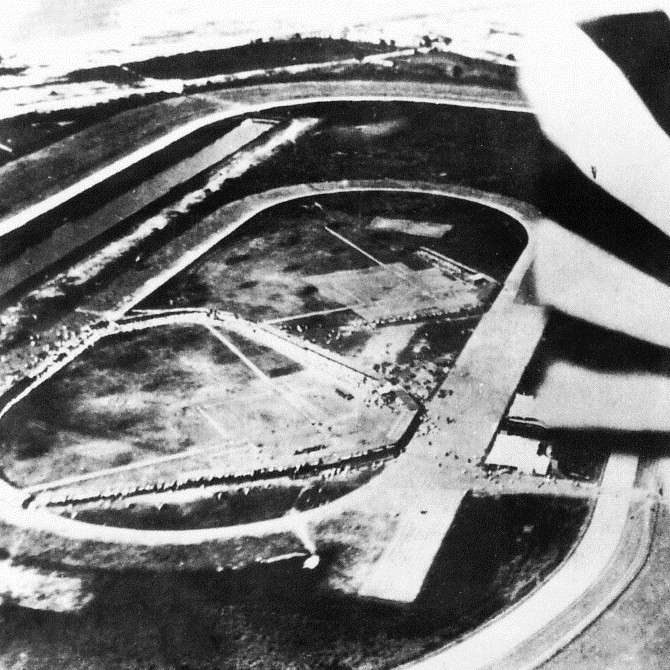
鳴尾球場

鳴尾球場（なるおきゅうじょう）は、かつて兵庫県武庫郡鳴尾村（現・西宮市）にあった野球場。
1917年（第3回大会）から1923年（第9回大会）まで、米騒動により中止となった1918年（第4回大会）を除いて、全国中等学校優勝野球大会（現・全国高等学校野球選手権大会）の会場となった。

## 概要
競馬場の馬場内に設けられた運動場（総合運動場）のうち、陸上競技用のトラックの内側に設けられた野球用のグラウンド2面という構造だった。
武庫郡大社村（現・西宮市）にあった香櫨園グラウンドを1913年に廃止した阪神電気鉄道（阪神電鉄）は、新たな運動場の建設候補地を検討していた。折しも馬券禁止時代であり、競馬以外の催事の開催で糊口を凌いでいた阪神競馬倶楽部が所有する鳴尾競馬場の馬場内の土地を1914年から阪神電鉄が借用し、阪神電鉄によって1916年に陸上競技場・野球場・テニスコート・プールを併設した鳴尾運動場が鳴尾競馬場の馬場内に開場した。
一方、大阪府豊能郡豊中村（現・豊中市）にあった、箕面有馬電気軌道（現・阪急電鉄）が所有する豊中グラウンドを会場として、全国中等学校優勝野球大会が1915年（第1回大会）から開催されていたが、輸送力不足が大きな問題となっていた。また、主催者である大阪朝日新聞社（大朝）が旅費を支給していたが、現在と異なり滞在費補助は支給しておらず、滞在費は出場校の全額負担となっていた。
出場校の負担増に直結する開催期間の長期化を避けたい大朝は、大阪市と神戸市を結ぶインターアーバンを運営し、十分な輸送力を持つ阪神電鉄に対して、グラウンドを2面設けられるのであれば会場を移すと打診し、もとより大会招致に動いていた阪神電鉄がこれに応じた結果、1917年（第3回大会）から全国中等学校優勝野球大会の会場が鳴尾球場へ移った。鳴尾運動場の陸上競技用のトラックは内側にフットボールコート1面ではなく野球場2面が入った結果、標準的な1周400mではなく2倍の1周800mとなっていた。
競馬場の馬場内かつ陸上競技場のインフィールドの箇所にグラウンドがあるため、野球観戦用のスタンドを常設できず、8段の木造移動式スタンドを設置した。収容人数は5千から6千人で、第1グラウンド・第2グラウンドそれぞれの内野席となるように配置し、場合によっては観客が着座した状態のまま移動式スタンドを大会役員が移動させるという光景まで見られたという。また、グラウンドの水捌けが非常に悪く、雨が降るとしばらく使えなかったといわれている。メインとして使われたのは東側にあったグラウンドで、球場閉鎖後に阪神電鉄に入社した石田恒信に拠ればその東側のものが第2グラウンドであったという。
1923年7月に旧競馬法が施行され、馬券の発売が再開されることとなった。また、同年8月に行われた第9回大会の準決勝で甲陽中（兵庫）と立命館中（京津）が対戦した際、スタンドに収容しきれない観客がグラウンドに流れ込み、試合が一時中断した。この事態を重く見た大朝は、本格的な野球場の建設を阪神電鉄へ打診。阪神電鉄も、武庫川改修工事によって廃川となった枝川・申川廃川敷地22万4千坪を1922年に兵庫県から買収しており、開発の一環で自前の運動場の建設を検討していたこともあって、双方の思惑が一致した。1924年（第10回大会）から全国中等学校優勝野球大会の会場は、同年3月11日起工、7月31日竣工という突貫工事で8月1日に開場した甲子園大運動場（現・阪神甲子園球場）へ移った。鳴尾運動場がいつまで使われていたが定かではないが、甲子園大運動場の南側にはテニスコートや陸上競技場（甲子園南運動場）など代替施設が順次設置されていった。後の写真では東側グラウンド跡地の大部分がため池になっているのが見え、陸上トラック跡らしきものがわずかに見える程度となっている。
鳴尾競馬場は1943年に鳴尾飛行場の用地として海軍に徴用され、翌1944年に武庫郡良元村（現・宝塚市）へ移転を決定した。飛行場は敗戦後に進駐軍に接収され、接収解除後は日本住宅公団（現在の都市再生機構）により浜甲子園団地や学校の用地となって現在に至っている。
浜甲子園団地の浜側一帯には鳴尾浜公園と浜甲子園運動公園が整備され、1993年に「鳴尾球場跡地」の記念碑が建てられた。碑文には跡地とされているが実際には競馬場の西隣にあった甲子園南運動場のさらに南側にあった初代阪神パーク跡地で、競馬場からも外れる場所である。かつては碑文に面するようにそれを示す現在地と競馬場の位置関係を表す案内図があったが、現在は破損して撤去され台座のみが残されている。武庫川女子大学教授の丸山健夫の調査によれば鳴尾球場メイングラウンドの本塁は武庫川女子大学附属中学校・高等学校のテニスコート付近にあったといい、記念碑の位置はここから直線距離で約500m離れている。浜甲子園運動公園内には、軟式野球・ソフトボール用だが、かつての鳴尾球場より1面多い3面の浜甲子園野球場（A面・B面：両翼66m・中堅72m、C面：両翼78m・中堅84m）がある。2019年には浜甲子園団地内の公園に、鳴尾運動場や中学野球開催にも触れた「鳴尾競馬場跡記念碑」が設置されている。丸山健夫によればメイングラウンドのセンターの守備位置辺りに位置するという。
名称が似ており、阪神電鉄も関与する阪神タイガース二軍の本拠地である阪神鳴尾浜球場は、鳴尾球場跡地や浜甲子園野球場が位置する枝川町とは鳴尾川を挟んだ対岸の高須町地先の埋立地である鳴尾浜にある。こちらも、鳴尾浜臨海公園内にある鳴尾浜臨海野球場と道路を挟んで隣接している。